# 약수로 (천안)
약수로는 대정리 약수(승천약수)에서 유래된 천안시의 도로이며 지방도 제691호선에 속한다. 고개를 넘어 왕의물로와 이어진다